# Nationella medborgarrådet
Nationella medborgarrådet var ett politiskt parti i Nigeria, bildat 1944 av Nnamdi Azikiwe och Herbert Macaulay, som National Council of Nigeria and the Cameroons (NCNC).
NCNC hade sitt starkaste stöd bland det övervägande katolska igbofolket i sydvästra Nigeria.
NCNC var ett av de partier som efter andra världskriget förhandlade med den brittiska regeringen om självständighet för Nigeria och Brittiska Kamerun. När det stod klart att invånarna i det sistnämnda territoriet inte önskade ingå i det kommande fria Nigeria, så bytte partiet 1959 namn till National Council of Nigerian Citizens.
Efter de allmänna valen samma år blev NCNC representerat i både parlament och regering.
Hösten 1960 blev Nigeria självständigt och Azikiwe utnämndes till landets generalguvernör.
När Nigeria 1963 utropades till republik blev han landets förste president.
1966 störtades han i en militärkupp och partiet upplöstes av militärjuntan.
Efter återgången till demokrati i slutet av 1970-talet, anslöt sig Azikiwe till Nigerias folkparti.